# Região Zuliana da Venezuela
A Região Zuliana da Venezuela é uma das 10 regiões administrativas da Venezuela, que foi dividida para o seu desenvolvimento. Esta região é composta apenas pelo seu estado Zulia e é administrado por CorpoZulia. As pessoas desta região tem autonomia do governo central.